# Villamartín
Villamartín er en by og kommune i det sydlige Spanien i provinsen Cádiz. Den har et indbyggertal på 12.169 (2024) indbyggere.